# Vermeer Technologies Inc.
Vermeer Technologies foi uma empresa norte-americana do estado de Massachusetts.
Foi fundada em 1994, por Charles H. Ferguson e Randy Forgaard, tendo sido comprada pela Microsoft por 133 milhões de dólares em Janeiro de 1996 para adquirir o FrontPage, o único software desenvolvido por esta empresa.